# Acunniana
Acunniana, monotipski rod trajnica u porodici glavočika, čija je jedina vrsta Acunniana procumbens, australski endem iz Sjevernog teritorija. Rod je smješten u podtribus Ecliptinae

## Sinonimi
- Chrysogonum procumbens (DC.) F.Muell.
- Microchaeta procumbens Nutt.
- Moonia procumbens Benth.
- Seruneum procumbens Kuntze
- Wollastonia procumbens DC.